# Amblyocarenum doleschalli
Espèce
Synonymes
- Cyrtauchenius doleschalli Ausserer, 1871

Amblyocarenum doleschalli est une espèce d'araignées mygalomorphes de la famille des Nemesiidae.

## Distribution
Cette espèce est endémique d'Italie. Elle se rencontre en Italie continentale et en Sicile.

## Étymologie
Cette espèce est nommée en l'honneur de Carl Ludwig Doleschall.

## Publication originale
- Ausserer, 1871 : Beiträge zur Kenntniss der Arachniden-Familie der Territelariae Thorell (Mygalidae Autor). Verhandllungen der Kaiserlich-Kongiglichen Zoologish-Botanischen Gesellschaft in Wien, vol. 21, p. 117-224 (texte intégral).